# Цвет из иных миров
«Цвет из иных миров» (англ. The Colour Out of Space), в других переводах «Цвет иного мира», «Сияние извне», «Космический цвет», «Нездешний цвет» — научно-фантастический рассказ американского писателя Говарда Филлипса Лавкрафта, написанный в марте 1927 года. Впервые был опубликован через полгода после написания — в сентябрьском номере журнала «Amazing Stories» и стал одним из самых популярных произведений Лавкрафта. Сам Лавкрафт считал «Цвет из иных миров» своим лучшим произведением.
Рассказчик обнаруживает, что много лет назад на местности к западу от Аркхема, известной как «Испепеленная пустошь», упал метеорит, отравив всё живое поблизости; тогда растительность стала огромной и отвратительной на вкус, животные приобрели жуткие формы, а люди теряли рассудок и умирали один за другим.
Основной приём рассказа — цвет, невиданный ранее для человечества (отсюда и название). Это отражает одну из главных идей Лавкрафта — наличие вещей за гранью людского понимания и осознание ничтожности человеческих знаний о Вселенной.

## Сюжет

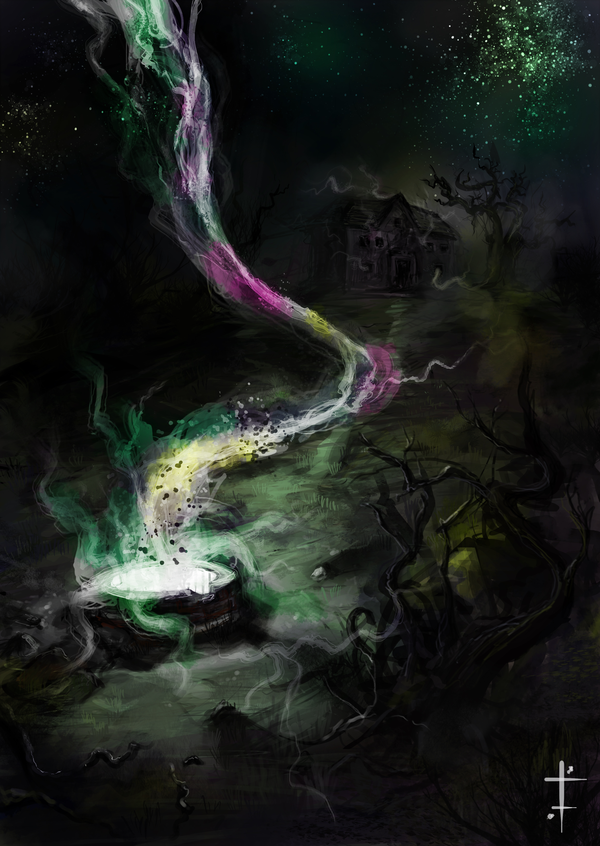
Колодец на ферме Гарднера с загадочным цветом. Иллюстрация Людвика Скопалика

Действие рассказа происходит в местности к западу от Аркхема, штат Массачусетс, где повсюду царит запустение и стоят лишь одинокие фермы на склонах холмов. Рассказчик, неназванный геодезист из Бостона, прибывает наметить место для водохранилища у реки Мискатоник (англ. Miskatonic) и натыкается на «Испепеленную Пустошь» (англ. Blasted heath) — проплешину с невообразимой мешаниной ущелий и склонов, что породил загадочной природы катаклизм. Эту землю застилают груды серой пыли и пепла, который почему-то остается не тронутым ветром. В её центре стоит колодец — это всё, что осталось от фермы Гарднеров. Пустошь появилась после того как здесь была убита вся их семья — эти кошмарные события прозвали «странные дни» (или «окаянные дни»). Не имея возможности получить какую-либо информацию от горожан, которые покинули эти места, рассказчик посещает дом старого Эмми Пирса, единственного очевидца тех событий. Дальнейший рассказ представляет собой его историю.
Более 40 лет назад, в июне 1882 года, на ферму Нейхема Гарднера упал метеорит, который светился неописуемым цветом и внеземными тонами. На место падения прибыли учёные из Аркхема, но к их удивлению, метеорит не остывал и уменьшился в размерах, — что невозможно по законам природы. Спектроскоп выявил минералы и оттенки, не похожие ни на один из земных. «Лишь по аналогии они вообще называли это цветом», поскольку это неописуемое «свечение» выходило за пределы всего, что известно науке. Учёные откололи кусок, что повёл себя крайне странно: он не реагировал на перепады температуры и реагенты, а ночью исчез. В основе камня содержался кремний и металлы неизвестных свойств. Учёные вернулись на ферму и при попытке взять второй образец обнаружили, что внутри метеорита впаян сверкающий шар, наподобие глобулы или болида. От удара молотом шарик распался на части и исчез. Той ночью в метеорит шесть раз ударила молния, а когда гроза закончилась, от камня осталась лишь ямка. Учёные с досадой подтвердили факт исчезновения метеорита и пришли к выводу, что это вещество нельзя описать.
Урожай в том году вышел неестественно большим и обильным. Нейхем усердно работал на поле за ручьём Чапмена (англ. Chapman’s Brook), но все плоды — яблоки, груши, помидоры, лимоны — горчили до тошноты. Видимо, метеорит отравил почву. Растительность на ферме стала серой и ломкой. Зимой здоровье Гарднеров, как моральное, так и физическое, ухудшилось. Вскоре в округе начали заболевать животные. Нейхем заметил, что у них изменились следы, а соседские мальчишки подстрелили на охоте кошмарно мутировавшего сурка.
Весной почки на деревьях Гарднеров набухли раньше обычного. В лавке Поттера в Кларк Корнерс (англ. Clark’s Corners), Стивен Райс показал горожанам скунсовую капусту неизвестного цвета. Ферма Нейхема поросла странной растительностью, на деревьях появились цветы, а ветки деревьев раскачивались даже при отсутствии ветра, и все это светилось по ночам — что вызывало настоящую эпидемию страха фермеров. В мае появились огромные насекомые. У коров испортилось молоко, поэтому Гарднер стал гонять стадо на пастбище подальше.
Летом Нэбби, жена Нейхема, сошла с ума: она бормотала, что её преследуют нечто в воздухе, а по ночам она светилась в темноте. Нейхем запер её на чердаке. Лошади убежали, а Гарднер нашёл их при смерти и застрелил из милосердия. Со временем семья Гарднеров изолировалась от соседей, и Пирс стал их единственным контактом с внешним миром. В сентябре растения зачахли и осыпались, оставив груды серого пепла. Вода в колодце испортилась, но Гарднеры продолжали её пить и упорно не хотели уезжать с фермы. Теддиус, средний сын Нейхема, твердил, что в колодце живёт свет. Нейхем тоже запер его на чердаке. Мервин, младший сын, сказал, что Теддиус и Нэбби общаются на каком-то неизвестном языке.
Осенью умер Зенас. Затем Мервин ушёл из дома и не вернулся. Пирс посетил ферму и, встретив Нейхема, понял, что тот сошёл с ума. Нейхем сказал, что его сын Зенас теперь «живет в колодце». Пирс поднялся на чердак и обнаружил умирающую и разлагающуюся Нэбби (он решил добить её из жалости). Затем настал черёд и Нейхема: перед смертью он сообщил, что всех убило некое газообразное существо неизвестного цвета, прибывшее в метеорите, которое «высасывает жизнь». Нейхем умер, и его тело тут же начало стремительно распадаться и распалось в пыль.

Эмми вызвал из Аркхема шестерых полицейских. Они нашли в колодце скелеты Зенаса и Мервина. Ферма начала светиться, а из колодца полился поток цвета. Видимо, они задели нечто в колодце, что не следовало.
Деревья двигались на фоне общего мертвого затишья! Они судорожно извивались, как одержимые, пытаясь вцепиться в низколетящие облака, свиваясь в клубки будто какая-то неведомая чужеродная сила дергала за связывающую их с корнями невидимую нить. Над кронами деревьев плясали, подпрыгивали и кружились в воздухе тысячи фосфорических огоньков, облепивших каждую ветвь. Это чудовищное созвездие замогильных огней, напоминающих рой обожравшихся светляков-трупоедов, светящееся неестественным светом. Сияние уже не исходило, а вырывалось из темных недр, бесшумно подымаясь к нависшим над головой тучам.
Поток света, переливающегося всеми цветами космической радуги, вырвался из колодца и устремился в небо, а ферму разметало на обломки. Одна часть луча отделилась и вернулась в колодец. Ужасные знания о том, что осталось под землей пошатнули рассудок Пирса. На этом история Эмми закончилась. Рассказчик увидел, что над колодцем странно преломляется свет. Пустошь продолжала расширяться, а значит цвет из Иного мира всё ещё там. К счастью, это место вскоре затопят.

## Персонажи
Как и в большинстве произведений Лавкрафта, рассказчик будто разговаривает с читателем или сам пишет эту историю, приключившуюся с ним. Несмотря на то, что повествование ведётся от первого лица, рассказчик не является главным героем, так как почти весь рассказ — история 40-летней давности со слов Эмми Пирса.

### Эмми Пирс
Эмми Пирс (англ. Ammi Pierce) — фермер, сосед Нейхема Гарднера. Родился приблизительно в 1842 году. На момент падения загадочного метеорита (в 1882 году) ему было около 40 лет. Основное внимание в рассказе уделяется именно ему. Единственный живой свидетель ужасных событий, именуемых «странные дни», что произошли в 1882—1883 годах. Местные жители считают его сумасшедшим. О его характере сложно судить, но можно отметить верность, смелость, неразговорчивость и, как отмечает рассказчик в финале рассказа, — доброту. Имя Эмми, вероятно, заимствовано из Библии: Бен-Амми — один из сыновей Лота. Персонажи «Мифов Ктулху» часто испытывают последствия от воздействия сверхъестественных сил.

Эмми выглядел бодрее, чем я ожидал, но его глаза были как-то странно потуплены, а неряшливая одежда и длинная седая борода красноречиво свидетельствовали о том, что он давно махнул на себя рукой и ни с кем не общается... он сразу сообразил, что к чему, да и вообще оказался неглупым и образованным. Эмми был человеком уравновешенным и не любил фантазировать. Сопоставь он факты, проанализируй все до конца и дай волю воображению, его бы захлестнуло безумие. Но и для него пережитое не прошло бесследно. Он не стал маньяком, но все же утратил прежнее здравомыслие.
Оригинальный текст (англ.)He was not so feeble as I had expected, but his eyes drooped in a curious way, and his unkempt clothing and white beard made him seem very worn and dismal. ... He was far brighter and better educated than I had been led to think. It was really lucky for Ammi that he was not more imaginative. Even as things were, his mind was bent ever so slightly, but had he been able to connect and reflect upon all the portents around him he must inevitably have turned a total maniac.

### Персонажи семьи Гарднер
- Нейхем Гарднер (англ. Nahum Gardner) — фермер 50 лет, который жил с женой и тремя детьми по соседству с Эмми. Его характер и портрет не описывается в рассказе, но можно судить, что он имеет много общего с Эмми: скромность, смелость, преданность. Физически крепок, так как долго сопротивлялся сверхъестественной силе и погиб последним. Его имя, вероятно, заимствовано из Библии: Наум (англ. Nahum, так же, как и «Нейхем») — один из малых пророков Ветхого Завета. В английском языке его имя — анаграмма к слову «человек» (англ. Nahum / Human).
- Нэбби Гарднер (англ. Nabby Gardner) — жена Нейхема.
- Зенас (англ. Zenas) — старший сын Нейхема. Ему примерно 16—17 лет.
- Теддиус (англ. Thaddeus) — средний сын Нейхема. Он был самым впечатлительным ребёнком и первым сошёл с ума. Ему было 15 лет.
- Мервин (англ. Merwin) — младший сын Нейхема. Ему примерно 9—11 лет.

### Второстепенные персонажи
- Рассказчик — инспектор водоснабжения из Бостона, его имя и возраст не называется. Его нельзя отнести к главным героям, так как он фигурирует только в начале и самом конце рассказа.
- Поттер (англ. Potter) — хозяин лавки в Кларк Корнерс.
- Миссис Пирс (англ. Mrs. Pierce) — жена Эмми.
- Макгрегоры (англ. McGregor) — фермеры, живущие по соседству.
- Стивен Райс (англ. Stephen Rice) — фермер.

### Незначительные персонажи
К ним можно отнести нескольких учёных, изучавших метеорит, и полицейских, приезжавших на ферму Гарднеров.

## Вдохновение

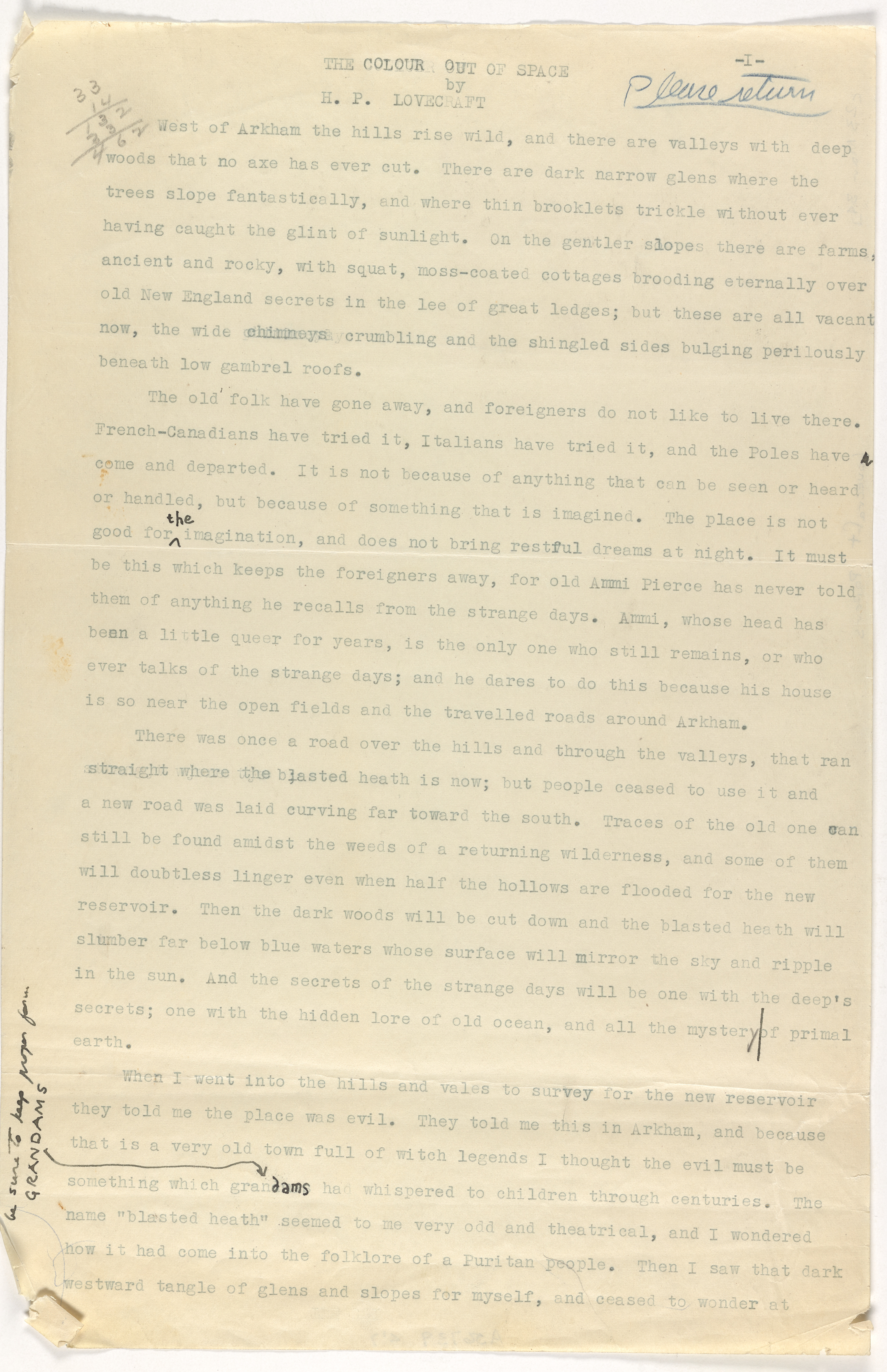
Первая страница рукописи

Лавкрафт начал писать «Цвет из иных миров» сразу после завершения своего романа «Случай Чарльза Декстера Варда». В это же время он заканчивал финальную редакцию своего эссе «Сверхъестественный ужас в литературе». Лавкрафт начинал карьеру писателя с написания научных статей о космосе, а позже работал редактором в любительской литературной журналистике, — что отражает характер произведения. Завершённый к концу марта, «Цвет из иных миров» впервые появился в научно-фантастическом журнале «Amazing Stories» Хьюго Гернсбака в сентябре 1927 года.
Лавкрафт использует фразы, похожие на постер или обложку фантастических журналов: «Таинственный посланник звезд», «Пришелец из космической бездны», «Тварь из космоса», «Преследующее воздушное существо», «Космическое проклятье».
Энди Трой утверждал, что рассказ является аллегорией освещения в газете «The New York Times» скандальной статьи о Радиевых девушках, которые описывали такие же симптомы, что и Гарднеры в рассказе, и получили в статье соответствующее название «некроз радия».
Лавкрафт упоминает в рассказе картины Сальватора Розы и Фюсли, которые описывают Испепеленную пустошь.
Молния, Луна, проклятая земля, заколдованный колодец, мрачный лес и подобные детали являются элементами готической литературы. Фермеры говорят, что некоторые деревья движутся сами по себе, — это похоже на существ из скандинавской мифологии. В мифологии часто встречаются легенды, описывающие падающие звезды с неба. Лавкрафт был увлечён космизмом, поэтому его магия всегда связана с космосом.
Родерик Ашер в рассказе «Паде́ние до́ма А́шеров» Эдгара По говорит похожую фразу в финале, что покойная Мэдилейн стоит прямо за спиной его друга, — подобно диалогу Эмми и Нейхема.

## Литературное значение и критика
Рассказ «Цвет из иных миров» вошёл в антологию «Лучшие американские рассказы» Эдварда О'Брайана, которые появились в «Списке почета» 1928 года. «Цвет из иных миров» стал единственной работой Лавкрафта в журнале «Amazing Stories». Рассказ проиллюстрировал Дж. М. де Арагон, художник, работающий в журнале. Хьюго Гернсбек, владелец журнала, заплатил Лавкрафту за рассказ всего лишь 25 долларов (примерно 372 доллара в сегодняшнем эквиваленте) и запоздал с выплатой, из-за чего Лавкрафт назвал издателя «Крыса Хьюго». Больше Лавкрафт никогда ничего не отправлял в публикацию в этот журнал. Лавкрафт тяжело переживал этот случай и не писал крупные рассказы в течение всего 1927 года. В этот год он написал только черновики рассказов «История Некрономикона», «Ибид» и «Очень старый народ» — как второстепенные работы.
В дополнение к тому, что рассказ является личным фаворитом Лавкрафта, критики обычно считают «Цвет иных миров» одним из его лучших произведений и первым, в котором появляется его фирменная смесь научной фантастики и ужасов.
Дональд Р. Берлесон назвал рассказ «одним из стилистически и концептуально лучших рассказов Лавкрафта».
С. Т. Джоши оценил рассказ как «один из лучших рассказов Лавкрафта и самых пугающих, особенно за расплывчатость описания цвета». Он счёл его наиболее успешной попыткой Лавкрафта создать что-то, полностью выходящее за рамки человеческого опыта, поскольку мотив сущности (если таковой имеется) неизвестен, и невозможно определить, является ли «цвет» эмоциональным, моральным или даже сознательным. Его единственным замечанием было то, что рассказ «немного длинный».
Эверет Франклин Блейлер охарактеризовал «Цвет из космоса» как «отличный рассказ и одно из лучших произведений Лавкрафта; на его взгляд, лучший рассказ, появившийся в журнале «Amazing Stories».
Рассказ оказал сильное влияние на «Слюнное дерево» Брайана Олдисса, которое рассматривалось как переделанная история Лавкрафта. В 1984 году Майкл Ши опубликовал рассказ «Цвет вне времени» как продолжение оригинальной истории.

## Темы

Лавкрафта нарисовал пустошь в письме Ф. Ли Болдуину в 1934 году (через 7 лет после публикации)

Лавкрафт считал «Цвет из иных миров» своим лучшим произведением. Это первый из крупных рассказов Лавкрафта, в котором сочетаются ужасы и научная фантастика — что станет характерной чертой его более поздних работ. Одним из возможных объяснений этому является то, что в нём Лавкрафт выразил несколько важных для него соображений:

### Пустошь
«Испепеленная Пустошь» (англ. Blasted heath) — потустороннее место сверхъестественной природы. Лавкрафт часто описывает подобные места:
- В рассказе «Дагон» описана «каменистая пустыня» (англ. Rolling desert) и «черная впадина» (англ. Canyon black recesses).
- В рассказе «Полярная звезда» описано «странное плато в лощине» (англ. Strange plateau in a hollow).
- В рассказе «Безымянный город» описана «выжженная долина» (англ. Parched valley).
- В повести «Сомнамбулический поиск неведомого Кадата» описана «серая бесплодная равнина» (англ. Grey barren plain) и «холодная северная пустыня» (англ. Cold waste north).

### Водохранилище
В «Энциклопедии Лавкрафта» говорится, что Лавкрафта вдохновило водохранилище Квабен (англ.  Quabbin), в Массачусетс. Бо́льшую часть территории решили затопить в 1939 году и это побудило его использовать водохранилище как элемент истории». В письме Лавкрафт упоминает о походе «через обречённую Аллею Квабен», незадолго до того, как её затопили под водохранилище. Лавкрафт с печалью писал об этом, когда проезжал через штат по пути в Фостер в конце октября 1926 года. Квабенское водохранилище планировали построить в 1885 году, но в конце 1930-х, когда рассказ был опубликован, его ещё не закончили.  С.Т. Джоши считает, что водохранилище в Ситьюэит (англ. Scituate), в Род-Айленд также повлияло на него.

### Метеорит
Уилл Мюррей цитирует исследователя паранормальных явлений Чарльза Форта в его «Книге проклятых», как источник идеи для поведения метеорита. В книге описаны «Громовые камни», которые запечатлили рисунок молний и, возможно, упали с неба. Метеорит «притягивал молнии и свет», когда гроза ударила в него шесть раз, после него осталась только яма. Существует научная теория о происхождении форм жизни на основе кремния, из которого состоял метеорит.

### Пришелец
Лавкрафту не нравились слишком человеческие изображения инопланетян в литературе и его целью было создание пришельца, который бы являлся поистине инопланетной формой жизни. Спрэг де Камп пишет, что его чрезвычайно раздражала стереотипная манера изображения инопланетян в современной ему фантастике, а в первую очередь из-за их человекоподобности. Лавкрафт отмечал, что только Стэнли Ванбаум в те времена писал о по-настоящему «иных» инопланетянах.
Присутствие инопланетянина остается тайной не только для героев, но и для читателя. Ни мотивы, ни цели, ни прошлое инопланетян не раскрываются. Остается даже неясно, разумны ли они, так как их поведение характерно для обычных паразитов (распространение с помощью спор — шаров в метеоритах, паразитирование на живых существах) и нигде нет никаких намеков, указывающих на наличие у них разума...

### Внеземной цвет
Существует несколько вариантов идеи цвета за гранью человеческого восприятия. В 1801 году немецкий физик Иоганн Риттер описал невидимые лучи, вне видимого спектра человеком.
Лавкрафт черпал вдохновение из ряда источников, описывающих цвет за пределами видимого нами спектра. С. Т. Джоши указывает на книгу «Современная наука и Материализм» Хью Элиотта (1919), где описаны «крайне ограниченные» чувства восприятия человека к таким явлениям, как «эфирные волны», что «не могут быть восприняты сетчаткой глаза вовсе. Если они более частые, чем обозримый лимит (как ультрафиолетовые лучи), то вообще не могут быть различимы нами».
Возможно, Лавкрафт имел в виду цвет близкий к ультрафиолету, называя его «внеземным» и «космическим». Однако, с точки зрения физиологии восприятия цвета, любое излучение, лежащее за пределами видимого спектра, не будет зарегистрировано сетчаткой и, таким образом, будет воспринято глазом как обычное отсутствие света, то есть чёрный цвет. С. Т. Джоши также указывает на строки из рассказа Амброза Бирса «Проклятая Тварь» (1893):

В каждом конце солнечного спектра химия может обнаружить наличие того, что мы называем «актаническими» лучами. Изображённые цвета — существующие цвета в композиции света — которые мы не способны разглядеть. Человеческий глаз — неидеальный инструмент; его ряд — всего лишь несколько октав в реальной цветовой шкале. Я не сумасшедший, существуют цвета, которые мы не способны различить. Господи, помоги мне! Чёртова Тварь была такого цвета!
Оригинальный текст (англ.)At each end of the solar spectrum the chemist can detect the presence of what are known as "actinic" rays. They represent colors--integral colors in the composition of light--which we are unable to discern. The human eye is an imperfect instrument; its range is but a few octaves of the real "chromatic scale." I am not mad; there are colors that we cannot see.
And, God help me! the Damned Thing is of such a color!

Учёные лишь условно называют свечение цветом из-за невозможности определить какое-либо другое понятие. Откуда бы к Лавкрафту ни пришла эта идея, он использовал её раньше, например, в рассказе «Из глубин мироздания» (1920): «бледная субстанция, странного цвета или смеси цветов, которую я не могу ни классифицировать, ни описать». В рассказе  «Безымянный город» на стенах руин выполнены фрески неописуемых цветов.
Роберт Прайс указывает на абзац из романа Эдгара Берроуза «Боги Марса»:

Где слова, чтобы описать великие и неведомые для земных глаз цвета? Какой разум или воображение может осознать великолепное мерцание нечто неслыханного — лучей, исходящих от тысяч драгоценных камней Барсума?Оригинальный текст (англ.)Where are the words to describe the glorious colours that are unknown to earthly eyes? where the mind or the imagination that can grasp the gorgeous scintillations of unheard-of rays as they emanate from the thousand nameless jewels of Barsoom?

В фантастической литературе часто встречается приём, когда такие слова как «телепатия» или «сверхъестественный» заменяют на явления, такие как «свечение» или «чернота».

### Мутации
Лавкрафт впервые в истории литературы описал такой элемент ужасов, как процесс мгновенного разложения тела, — что позже станет популярным приёмом. Лавкрафт описывает Нэбби как «готическое тело», которое находится на пути трансформации из человека в монстра — подобный приём встречается в рассказах «Изгой» и «Модель для Пикмана». Эмми описывает Нэбби как непонятное чудовище. С. Т. Джоши считает, что, возможно, это описание имеет отношение к «Роману Белой Пудры» Артура Мейчена (1895), в котором описывается ужасная судьба жертвы необычного наркотика:

Там, на полу, была чёрная, тошнотворная масса, бурлящая порчей и отвратительной гнилью, ни жидкая, ни твёрдая, но тающая и изменяющаяся перед нашими глазами и пузырящаяся жирными и липкими пузырями. И из середины её засияли две красные точки, как глаза, я видел корчащиеся и шевелящиеся конечности, и что-то двинулось и поднялось, что, возможно, было рукой.
Оригинальный текст (англ.)There upon the floor was a dark and putrid mass, seething with corruption and hideous rottenness, neither liquid nor solid, but melting and changing before our eyes, and bubbling with unctuous bubbles like boiling pitch. And out of the midst of it shone two burning points like eyes, and I saw a writhing and stirring as of limbs, and something moved and lifted up what might have been an arm.

«Энциклопедия Лавкрафта» предлагает вариант возможного вдохновения ближе к детству Лавкрафта: его мать, страдавшая психическим расстройством, утверждала, что видела «странных и фантастических существ, появлявшихся из тёмных углов».

### Рок
Герои осознают невозможным изменить свои действия или находят себя неспособными контролировать свои мысли. Они могли бы спастись, если бы покинули ферму. Но эта возможность не появляется или исчезает из-за воздействия неземных сил.

### Нечеловеческое воздействие
Лавкрафт часто описывает психологическое состояние человека, ставящее под сомнение всё увиденное и придает описанию характер галлюцинаций. В рассказе «Герберт Уэст — реаниматор» доктор страдал манией преследования. В рассказе «За стеной сна» человек боялся звезду в небе. Лавкрафт описывает бегство местных жителей как событие психической эпидемии. Местные жители предпочли проложить дорогу в обход фермы Гарднеров и распускали слухи об их ферме.

### Угроза для человечества
Лавкрафт часто описывает борьбу цивилизации с более примитивными расами и варварскими существами. Битвы, правда, зачастую происходят на индивидуальном уровне в Стране снов.
Лавкрафт описывает полное бессилие человека перед загадочным явлением. Пострадало лишь несколько человек, но катастрофа могла бы произойти в куда бо́льших масштабах и люди не смогли бы ничего с этим поделать, так как не имеют представления о том, как бороться с неземными явлениями. Подобного рода кошмар мог бы обрушиться на всё человечество.

### Ничтожность человеческих знаний о Вселенной
Эту тему Лавкрафт затрагивает, пожалуй, чаще всего, поскольку он развил собственную философию космицизма. Невиданный ранее цвет говорит о том, что в бесконечной Вселенной осталось ещё невообразимо много неизведанного. Поведение метеорита и его влияние на всё живое также остаётся полной загадкой, и указывается на примитивность человеческих знаний. В этом рассказе Лавкрафт уделяет много внимания научным фактам.

## Цитаты

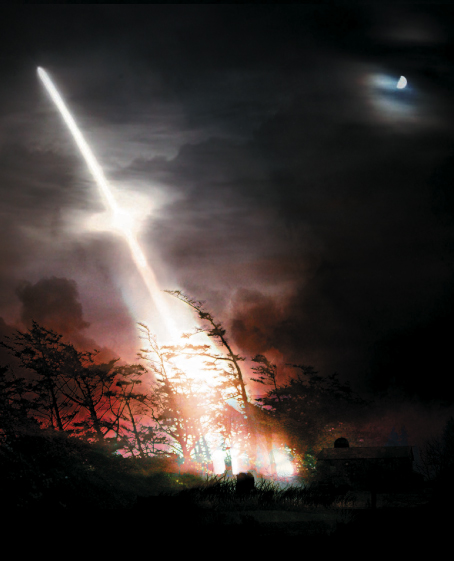
Иллюстрация Пола Фландерса

См. также: Цвет из Иных Миров в английском викицитатнике?

К западу от Аркхема много высоких холмов и долин с густыми лесами, где никогда не гулял топор. В узких, темных лощинах на крутых склонах чудом удерживаются деревья, а в ручьях даже в летнюю пору не играют солнечные лучи. На более пологих склонах стоят старые фермы с приземистыми каменными и заросшими постройками, хранящие вековечные тайны Новой Англии. Теперь дома опустели, широкие трубы растрескались, и покосившиеся стены едва удерживают островерхие крыши.
Старожилы перебрались в другие края, а чужакам здесь не по душе. Никто не прижился на фермах, ни франкоканадцы, ни итальянцы, ни поляки. Как ни старались, ничего у них не получилось. У всех с первых же дней пробуждалась фантазия, и, хотя жизнь текла своим чередом, воображение лишало покоя и навевало тревожные сны.
Оригинальный текст (англ.)West of Arkham the hills rise wild, and there are valleys with deep woods that no axe has ever cut. There are dark narrow glens where the trees slope fantastically, and where thin brooklets trickle without ever having caught the glint of sunlight. On the gentle slopes there are farms, ancient and rocky, with squat, moss-coated cottages brooding eternally over old New England secrets in the lee of great ledges; but these are all vacant now, the wide chimneys crumbling and the shingled sides bulging perilously beneath low gambrel roofs. The old folk have gone away, and foreigners do not like to live there. French-Canadians have tried it, Italians have tried it, and the Poles have come and departed. It is not because of anything that can be seen or heard or handled, but because of something that is imagined. The place is not good for imagination, and does not bring restful dreams at night.

В Аркхеме я слышал новую быль о том, как могучие дубы светятся и движутся по ночам, и одному Богу известно, в чём тут причина. Похоже, Эмми рассказал о каком-то газе, неподвластном законам нашего космоса. Телескопы и фотокамеры обсерваторий не способны уловить лучи из иных миров, и мы не знаем, какие солнца сияют за пределами Вселенной. Астрономы вычислили и определили траектории небесных тел и признали, что земные меры не подходят для гигантских далеких планет. Источник страшного сияния по-прежнему не разгадан. Это просто был некий цвет из пространства — пугающий вестник бесформенных сфер за пределами земного мира. Когда эти черные, сверхкосмические бездны возникают перед нашим мысленным взором, у нас холодеет кровь в жилах и замирает сердце.
Оригинальный текст (англ.)What it is, only God knows. In terms of matter I suppose the thing Ammi described would be called a gas, but this gas obeyed the laws that are not of our cosmos. This was no fruit of such worlds and suns as shine on the telescopes and photographic plates of our observatories. This was no breath from the skies whose motions and dimensions our astronomers measure or deem too vast to measure. It was just a colour out of space — a frightful messenger from unformed realms of infinity beyond all Nature as we know it; from realms whose mere existence stuns the brain and numbs us with the black extra-cosmic gulfs it throws open before our frenzied eyes.

Метеор принес много горя в мирные края. Не только люди, но и долины и холмы пережили настоящую катастрофу и до сих пор не оправились от неё.
Оригинальный текст (англ.)Something terrible came to the hills and valleys on that meteor, and something terrible — though I know not in what proportion — still remains.

Эти строки напоминают о знаменитом вступлении к «Зову Ктулху»: «Мне думается, что высшее милосердие, явленное нашему миру, заключается в неспособности человеческого ума согласовывать между собой свои собственные составляющие».

## «Мифы Ктулху»
Рассказ можно отнести к «Мифам Ктулху»: на это, в первую очередь, указывает Аркхем, — часто фигурирующий в произведениях Лавкрафта; а также аномальная сущность из Иного измерения. Впрочем, другие вымышленные существа, такие как Йог-Сотот, Ктулху или мистические вещи, характерные для «Мифов Ктулху», — отсутствуют. Однако в рассказе есть неописуемые явления и нечеловеческий язык, часто упоминаемый во многих произведениях, включая «Зов Ктулху». Это не первое появление пришельца в произведениях Лавкрафта. В рассказе «За стеной сна» человек вступает в контакт с Космическим скитальцем из Иного мира. В рассказе «Селефаис» описаны «Пространства без формы» в космосе, где обитает разумный газ. В рассказе «Из глубин мироздания» описаны невидимые пришельцы из Иного мира. В романе «Случай Чарльза Декстера Варда» описаны сверхъестественные явления природы и гигантское невидимое существо, после убийства которого появляется облако красного тумана, ускользающее к звездам.
В Аркхеме ходят легенды об этом проклятом крае, где некогда устраивали охоту на ведьм. Старухи рассказывают шёпотом жуткие сказки о колдовстве на здешних холмах. Пирс смотрит в пол и грозит пальцем в пол существу, обитающему под землей; Гарнеры были ведомы некой силой, а их дети ушли на зов существа, которое похитило у них нечто, что было в их глазах (душу) — это черты нечистой силы. Пирс говорит про демонический цвет из адского колодца, где поселился детёныш демона. В рассказе «Заброшенный дом» вампир поглощал жизненную силу людей и перемещался по воздуху в газообразной форме. Ведьмы в фольклоре тоже питаются жизненной силой людей.
Эмми ощущает в доме, как его обдает паром странного цвета, будто, он попал в Мир грез — это напоминает разумный газ, который обитает в Страну снов, согласно сведениям из рассказа «Селефаис».

## Связь с другими произведениями Лавкрафта
В романе «Случай Чарльза Декстера Варда» описано гигантское невидимое существо, голос с небес, множественные молнии, красный туман ускользающий к звездам.
В рассказе «Зелёный Луг» в деревни Потоуонкет упал метеорит из «Иного мира», внутри которого оказалась полость, где хранилась книжица с посланием от инопланетянина.
В рассказе «Затаившийся Страх» в деревушке в горах гром вызвал подземных существ, которые уничтожали целые семьи.
В рассказе «Неименуемое» упоминается Медов-Хилл и островок на Мискатоник, где стоит каменный алтарь.
В рассказе «Герберт Уэст — реаниматор» упоминается Болтон, поле Поттера и ручей Чапмена.
Зов злой сущности описан в рассказах: «Склеп», «Праздник», «Зов Ктулху» и других.
Пришельцы описаны в отдельной серии произведений Лавкрафта: «За стеной сна», «Из глубин мироздания», «Цвет из иных миров», «Шепчущий во тьме», «Хребты Безумия», «За гранью времён», «Врата серебряного ключа», «Вызов извне», «В стенах Эрикса», «Окно в мансарде», «Пришелец из космоса» и «Ночное братство».

## Экранизации
По этому рассказу было поставлено несколько полнометражных фильмов:
- «Умри, монстр, умри!» — 1965 год, режиссёр Дэниел Хэллер, США/Великобритания. Исследователь творчества Лавкрафта Дон Дж. Смит утверждает, что «выжженная пустошь не соответствует описанию Лавкрафта» и в целом фильм не передает намерения Лавкрафта обыграть идею инопланетной формы жизни, совершенно отличной от всего, что люди могут себе представить». Смит считает работу Халлера имитацией фильмов Роджера Кормана об Эдгаре По[28][29].
- «Проклятие» — 1987 год, режиссёр Девид Кеит, США. Исследователь творчества Лавкрафта Чарльз П. Митчелл считает, что фильм более точно повторяет сюжет произведения Лавкрафта, хотя действие происходит в 1980-х годах. Митчелл утверждал, что «последние двадцать минут фильма настолько разрознены, что практически разрушают весь фильм»[30].
- «Цвет из тьмы» — 2008 год, режиссёр Иван Зуккон, Италия. Представители кинокомпания Bloody Disgusting хвалили фильм за то, что режиссёру «удалось придать рассказу известного писателя о невидимом ужасном существе ощутимую долю реалистичности, очень хорошо уловив мрачную, гротескную и совершенно пугающую атмосферу оригинала».
- «Цвет» — 2010 год, режиссёр Хуан Ву, Германия. С. Т. Джоши назвал фильм «лучшей экранизацией Лавкрафта, из когда-либо созданных».
- «Цвет из иных миров» — фильм 2019 года, режиссёра Ричарда Стэнли, США. В главной роли — Николас Кейдж.
- «Аннигиляция» — фильм 2018 года, основанный на одноимённом романе Джеффа Вандермеера 2014 года, содержит множество сходств с рассказом Лавкрафта: в первую очередь красочное инопланетное существо, которое терпит крушение на Земле и начинает мутировать, оказывая воздействие близлежащие растения, животных и людей[31].
- «Томминокеры» — мини-сериал 1993 года, снятый по одноимённому роману Стивена Кинга, который, по его словам, был написан под сильным влиянием рассказа Лавкрафта[32].

## Комментарии
1. ↑  Здесь и далее все имена и названия приводятся по переводу Е. Любимовой.